# OpenNIC
OpenNIC è un Network Information Center/Root nameserver che si pone come alternativa all'ICANN.
Come tutti i server DNS alternativi, i domini di primo livello gestiti da OpenNIC non sono visibili dagli utenti. Occorre aggiungere un DNS di OpenNIC nella propria configurazione di rete affinché gli indirizzi siano risolvibili correttamente.
Dal 2006, i DNS di OpenNIC possono anche risolvere tutti i domini gestiti dall'ICANN.

## Storia
Nel giugno 2000, un articolo pubblicato sul sito kuro5hin.org dichiara di volere un sistema DNS gestito democraticamente. Nel luglio 2000, i root nameserver di OpenNIC sono operativi e alcuni nuovi domini di primo livello sono accessibili. Una interconnessione viene anche realizzata con i domini di primo livello gestiti da un altro sistema alternativo chiamato AlterNIC.
Nel marzo 2001, una interconnessione è realizzata con i TLD di Pacific Root. Nel settembre 2001, un motore di ricerca specifico per i siti presenti sui TLD di OpenNIC viene annunciato.
Successivamente, OpenNIC ha ristrutturato la sua architettura per migliorare l'estensibilità e per evitare i problemi del tipo "single-point-of-failure". Ogni TLD ha le sue regole e definisce quali tipi di siti sono accettabili. Eventuali nuovi domini di primo livello possono essere creati inviando una richiesta a OpenNIC.

## Domini di primo livello
Attualmente, OpenNIC permette l'utilizzazione dei TLD seguenti: 
.bbsprevisto per i Bulletin board system
.chandestinato alle Imageboard
.dynutilizzato per i record puntatori DNS
.furdestinato ai siti in relazione al Furry fandom
.geekprevisto per i siti orientati verso un pubblico geek
.gluearchitettura interna, prevista per l'amministrazione dei root nameserver e le interconnessioni. I soli domini disponibili per questo TLD sono quelli dedicati alla gestione dei differenti domini di OpenNIC
.gophersiti che utilizzano il protocollo Gopher
.indyNotizie, media, musica, indipendenti (Indie)
.libreprecedentemente .free, il cambiamento è stato effettuato per evitare un conflitto con l'ICANN. Destinato a promuovere l'utilizzazione non commerciale di Internet
.neoTLD per uso generale
.nullsiti individuali non commerciali
.oTLD per uso generale
.ossabbreviazione di Open source software
.ozdestinato all'Australia e alla cultura australiana, ma aperto a tutti
.parodysiti non commerciali parodistici
.piratedestinato al File sharing

## Accesso
Esistono due metodi principali per accedere alla rete OpenNIC:
- aggiungere uno o più server DNS gestiti da OpenNIC nella configurazione di rete;
- utilizzare un proxy fornito da OpenNIC[7].